# Chasmaporthetes
Chasmaporthetes is een geslacht van uitgestorven hyena's dat tijdens het Plioceen en Pleistoceen leefde. Dit geslacht had het grootste verspreidingsgebied van alle hyena's. Van de hedendaagse hyena's is de aardwolf de nauwste verwant.

## Beschrijving
Chasmaporthetes is een geslacht van uitgestorven hyena's (Hyaenidae), dat zich uitstrekt van het Mioceen tot het Onder-Pleistoceen. In Europa werd het oorspronkelijk beschreven onder de naam Euryboas. Het geslacht is bekend uit Europa, Azië, Afrika en Noord-Amerika, maar ook op Beringië, de landbrug die Oost-Siberië en Alaska tijdens de ijstijd met elkaar verbond en was dus een van de meest voorkomende hyena's. Chasmaportetes ontwikkelde zich waarschijnlijk in het Laat-Mioceen van Eurazië. In het Plioceen was Chasmaporthetes de enige hyena die het Noord-Amerikaanse continent bereikte, waar het geslacht overleefde tot het vroege Pleistoceen. In de Oude Wereld bestond het geslacht ook tot het Vroeg-Pleistoceen. De soort C. lunensis bereikte een schouderhoogte van ongeveer tachtig centimeter. C. australis was enigszins groter op ongeveer achtentachtig centimeter schouderhoogte. In tegenstelling tot veel huidige hyena's, waarvan de sterke kiezen geschikt zijn om botten te breken, had Chasmaportetes relatief zwakke maar scherpe tanden, vergelijkbaar met die van katten. De soort was ook veel slanker en had met zijn poten een snelle jager moeten zijn. Chasmaporthetes was een hyena die aangepast was aan een rennende leefwijze met lange, slanke poten zoals een jachtluipaard. Dit dier had katachtige smalle, scherpe hoektanden. Chasmaporthetes was een dagactieve jager.

## Voorkomen
Chasmaporthetes was in het Plioceen en Pleistoceen wijdverspreid over Afrika, zuidelijk Europa, de centrale delen van Azië en Noord-Amerika. C. ossifragus is de enige bekende hyena die ook in Noord-Amerika voorkwam. Deze soort migreerde in het Plioceen via Beringia vanuit Azië naar het continent. De soort kwam voor tot in de zuidelijke Verenigde Staten.

## Taxonomie en etymologie
Chasmaporthetes werd benoemd (chasm + πορ + ευτής = 'verwoester') door Hay (1921), die de naam opvatte als een verwijzing naar de mogelijkheid dat het begin van de Grand Canyon werd meegemaakt door de Noord-Amerikaanse soort, C. ossifragus. Het soorttype is Chasmaporthetes ossifragus. Het werd toegewezen aan de Hyaenidae door Hay (1921), Geraads (1997) en Flynn (1998).

### Soorten
- Chasmaporthetes lunensis Del Campana, 1914
- C. ossifragus Hay, 1921
- C. borissiaki Khomenko, 1932
- C. australis Hendey, 1974
- C. bonisi Koufos, 1987
- C. exitelus Kurtén & Werdelin, 1988
- C. nitidula Geraads, 1997
- C. melei Rook et al, 2004
- C. gangsriensis Tseng, Li, & Wang, 2013

## Anatomie en paleoecologie
De ledematen van Chasmaporthetes waren lang en slank zoals die van cheeta's, en zijn wangtanden waren slank en scherpgerand zoals die van een kat. Chasmaporthetes leefde waarschijnlijk in open terrein en was een dagjager. In Europa concurreerde de soort C. lunensis met de gigantische cheetah Acinonyx pardinensis en heeft hij misschien gejaagd op de kleine bourbongazelle (Gazella borbonica) en de gemsantilope (Procamptoceras brivatense). De Noord-Amerikaanse C. ossifragus was qua bouw vergelijkbaar met C. lunensis, maar had iets robuustere kaken en tanden. Het is misschien ten prooi gevallen aan de gigantische marmot Paenemarmota en concurreerde met de veel talrijkere Borophagus diversidens. Een studie naar de premolaire intercuspide inkepingen van het geslacht gaf aan dat Chasmaporthetes waarschijnlijk hypercarnivoor was in plaats van durophagous zoals zijn moderne neven (exclusief de aardwolf).